# The Cassandra Complex
The Cassandra Complex est un groupe de rock électronique britannique formé à Leeds en 1980 par Rodney Orpheus, Paul Dillon et Andy Booth. Son nom fait référence au syndrome de Cassandre.
Au fil des ans, le son du groupe a inclus des éléments d'EBM, de rock industriel, de rock gothique, de dark wave, de new wave et de synthpop, et le style du groupe a été décrit comme un mélange entre Joy Division, Ramones et Kraftwerk.

## Historique
Initialement, The Cassandra Complex est composé de Rodney Orpheus et Paul Dillon, qui se sont rencontré lorsqu'Orpheus a organisé la fête du 21e anniversaire de Dillon à Leeds. Ils commencent à monter de grands spectacles multimédias mettant en vedette divers actes d'avant-garde de la région de Leeds. Andy Booth, un journaliste ayant interviewé le groupe, est ensuite invité à les rejoindre. Cassandra Complex sort son premier single autofinancé, March, en mars 1985. Une cassette live suit un mois plus tard, et le groupe signe sur le label local Rouska. Dillon quitte la formation pour se marier et est remplacé par John Marchini, un ami d'enfance de Rodney. Ils sont accompagnés par Jez Willis et Keith Langley sur scène et en studio.
The Cassandra Complex sort deux albums chez Rouska, Grenade (1986) et Hello America (1987), et contribue aux compilations Raging Sun (1985) et Zarah Leander's Greatest Hits (1987). Par la suite, le groupe sur le label belge Play It Again Sam, qui sort le double album live Feel the Width en 1987. Pendant la production de l'album Theomania en 1988, Marchini et Booth s'en vont, et Orpheus recrute une nouvelle formation pour l'album Satan, Bugs Bunny and Me de 1989. Le guitariste hambourgeois Volker Zacharias, du groupe Girls Under Glass, complète cette composition un an plus tard et est depuis un membre stable du groupe.
Au cours de cette période, Rodney Orpheus commence également à travailler sur son livre Abrahadabra, publié en Suède par Looking Glass Press et réédité plus tard par Weiser Books.
Orpheus installe un studio d'enregistrement à Hambourg où The Cassandra Complex enregistre ses albums suivants, et il produit ou remixe plusieurs disques pour d'autres artistes alternatifs allemands, dont Die Krupps et Girls Under Glass. Orpheus joue un rôle dans le film de vampire allemand Kiss My Blood et tourne avec The Sisters of Mercy. Il est décrit comme un « technopaïen » dans  Escape Velocity, un aperçu sur la cyberculture par Mark Dery en 1996.
Andy Booth devient avocat et directeur des industries commerciales et créatives de la société Turner Parkinson.
Le groupe continue avec Orpheus et Zacharias en sortant Cyberpunx, The War Against Sleep et Sex & Death. En 1995, Orpheus travaille avec Patricia Nigiani et Markus Giltjes sur un projet parallèle appelé Sun God.
En 2000, The Cassandra Complex sort l'album Wetware sur SPV en Europe et Metropolis Records aux États-Unis. Orpheus produit également les albums Planet Earth de LTJ Bukem et A Gigantic Globular Burst of Anti-Static de The Future Sound of London, et publie son deuxième livre, Grimoire of Aleister Crowley.
En 2007, les trois membres originaux du groupe se reforment avec Volker Zacharias pour jouer dans plusieurs festivals en Europe et au Brésil. Dillon quitte ensuite le groupe à nouveau et est remplacé par Axel Ermes. Depuis lors, la formation actuelle de quatre musiciens continue à jouer des spectacles réguliers.
En 2019, le groupe remasterise et réédite ses deux premiers albums, Grenade et Hello America.

## Discographie

### Albums studio
- 1986 - Grenade (Play It Again, Sam)
- 1988 - Theomania (PIAS)
- 1989 - Satan, Bugs Bunny, and Me (PIAS)
- 1990 - Cyberpunx (PIAS)
- 1992 - The War Against Sleep (PIAS)
- 1993 - Sex & Death (PIAS)
- 2000 - Wetware (Metropolis Records)
- 2024 - The Plague (Cop International)

### Albums en public
- 1987 - Feel the Width (Concert enregistré à Odeon Munster, le 14/11/1986) (PIAS)

### Compilations
- 1985 : Raging Sun (Rouska)
- 1986 : Hello America (Rouska)
- 1987 : Zarah Leander's Greatest Hits (Rouska)
- 1995 : Work 1.0 (PIAS)
- 2019 : Dancing in Darkness (PIAS)
- 2019 : Hello America (remasterisé, Complex Music)

### EP et maxi 45 tours
- 1985 : March (Complex)
- 1985 : Moscow, Idaho (Rouska)
- 1986 : Datakill (Rouska)
- 1987 : Kill your Children / Something Came Over Me / Angels in the Sky (PIAS)
- 1988 : 30 Minutes of Death (ou Gunship, PIAS)
- 1988 : (In Search of) Penny Century (PIAS)
- 1990 : Finland (PIAS)
- 1990 : Nice Work (PIAS)
- 1991 : Gnostic Christmas (distribué avec une édition limitée de The War Against Sleep, PIAS)
- 1994 : Give Me What I Need (PIAS)
- 2000 : Twice as Good (auto-produit)
- 2019 : Twice as Good (remasterisé, Complex Music)